# Herpetogramma submarginalis
Herpetogramma submarginalis es una especie de polilla del género Herpetogramma, categorizada en la tribu Herpetogrammatini, de la subfamilia Spilomelinae. Fue descrita por Charles Swinhoe en 1901.

## Distribución
Se distribuye por Oceanía: Australia.